# Peter Saluz

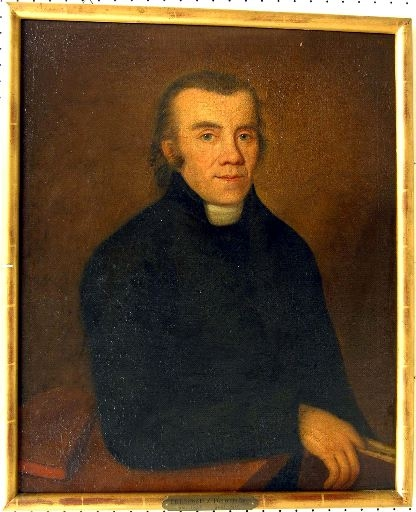
Peter Saluz (1804, auf Leinwand)

Peter Otto Saluz, rätoromanisch Peider Not Saluz, italienisch Pietro Ottone Saluzzi (* 12. Juni 1758 in Lavin; † 29. April 1808 in Chur), war ein Schweizer reformierter Geistlicher und Pädagoge.

## Leben
Als Sohn des Lehrers Nuot Saluz wurde Peter Saluz am 12. Juni 1758 in Lavin in Graubünden geboren. Von einem Pfarrer vorgebildet, unterrichtete ihn von 1774 bis 1776 Petrus Domenicus Rosius à Porta. 1776 scheint er die Universität Basel besucht zu haben. Am 10. Juni desselben Jahres nahm ihn die evangelisch-rätische Synode auf, womit er als Pfarrer im Freistaat Drei Bünde tätig sein durfte. So übernahm er im gleichen Jahr die Gemeinde in Felsberg. Während seiner dortigen Tätigkeit brachte er sich selbst neben Philosophie die Griechische, Italienische sowie die Französische Sprache bei. 1784 zusätzlich als Lehrer an die Churer Lateinschule berufen, wurde er ein Jahr später zum Schulleiter der Stadtschule befördert und gab das Pfarramt auf. Seit 1789 betätigte er sich auch als Freiprediger an der Regulakirche in Chur. Als die Bündner Kantonsschule in Chur gegründet wurde, wurde Saluz am 1. Mai 1804 deren erster Schulleiter. Schulleiter- sowie Predigeramt hielt er bis zu seinem Tode am 28. April 1808 im Alter von 49 Jahren inne.
Saluz ist dem Pietismus sowie der Herrnhuter Brüdergemeine zuzuordnen, später wandte er sich auch der Aufklärungstheologie zu. Er hatte sich besonders darum gekümmert, die Churer Schulen neuzuorganisieren.

## Werke
- Zwei Gelegenheitspredigten, gehalten bei St. Regula, in Chur, den 30. Juni und 14. Juli 1793 (1793)
- An das Bündner Publikum (Chur 1798)
- Eine Predigt über Lucas 19, 41. 42. gehalten gewöhnlichen Buß- und Bettag den 18. Wintermonat 1802 (Chur 1802)
- Ankündigung eines neuen Schulinstituts zu Chur in Graubünden (ohne Ort, ohne Jahr)
- Unnmaßgeblicher Vorschlag zur Revision der Synodalordnungen und des Kirchenwesens (Luzern 1807; gemeinsam mit Lucius Pol)